# Bergsjön (Slättåkra socken, Halland, 630098-132107)
Bergsjön är en sjö i Halmstads kommun i Halland och ingår i Suseåns huvudavrinningsområde.